# Tony Kaye
- Para el Tony Kaye director de cine, véase Tony Kaye (director)

Anthony John Selvidge (n. Leicester, Inglaterra; 11 de enero de 1946), más conocido por su nombre artístico Tony Kaye, es un tecladista británico, famoso principalmente por su participación en el grupo Yes.
Kaye fue el tecladista original de Yes, entre los años 1968 y 1971, y posteriormente participó en la banda entre los años 1983 y 1995. Luego de su partida de Yes en 1971, colaboró con el proyecto del exguitarrista de Yes, Peter Banks, Flash, para luego formar su propia banda, llamada Badger. Frecuentemente toca con Circa y Yoso, banda formada por miembros de Yes y Toto.

## Biografía

### Primeros años
Tony Kaye recibió lecciones de piano desde muy pequeño. Durante su adolescencia, Kaye comenzó a inclinarse hacia el jazz y la Beatlemanía; comenzó a tocar en una banda de jazz, y a los 15 años se unió a la Danny Rogers Orchestra. Un par de años más tarde abandonó por completo las lecciones de música clásica.

### Yes
En 1968 se integra a la que sería la formación original de Yes, junto a Chris Squire, Jon Anderson, Bill Bruford y Peter Banks. Fue así como en 1969 graban su álbum debut Yes, Time and a Word en 1970, y luego de la partida de Banks, The Yes Album en 1971. En la siguiente producción de Yes, Fragile, Kaye sería reemplazado por Rick Wakeman.

### Años 70s
A su salida de Yes, Kaye colaboró con su colega Peter Banks en su proyecto llamado Flash. Posteriormente, formaría su propia agrupación, Badger, junto al bajista David Foster, quien había colaborado anteriormente con Yes. Más adelante, a mediados de los 70, Kaye participa en Detective, realizando dos álbumes, “Detective” (1977) e “It takes one to know one” (1977).

### Retorno a Yes
En 1983, Kaye retorna a Yes, ahora en un formato más comercial, formada por Jon Anderson, Chris Squire, Alan White y el guitarrista sudafricano Trevor Rabin, grabando el disco 90125, luego el álbum Big Generator y finalmente Talk, en 1994.

## Discografía
- 1969 : Yes (Yes)
- 1970 : Time And A Word (Yes)
- 1971 : The Yes Album (Yes)
- 1983 : 90125 (Yes)
- 1987 : Big Generator (Yes)
- 1991 : Union (Yes)
- 1994 : Talk (Yes)
- 2007 : CIRCA: 2007 (Circa)
- 2009 : CIRCA: HQ (Circa)
- 2011 : CIRCA: And So On (Circa)
- 2016 : CIRCA: Valley Of The Windmill (Circa)